# DR Romanpreis
Der DR Romanpreis (im Original: DR Romanprisen) ist ein dänischer Literaturpreis. Er war von seiner Erstverleihung 1999 bis 2004 als Radioens Romanpris und von 2005 bis 2007 als P2 Romanprisen bekannt. Nominiert werden Romane dänischer Schriftsteller von einer Redaktion des dänischen Radiosenders DR P2. Die Verleihung der mit 25.000 Dänischen Kronen dotierten Auszeichnung wird ebenfalls im Radio übertragen. Bisher konnte niemand den Preis mehrfach gewinnen. Mit Jakob Ejersbo wurde 2010 ein Preisträger fast zwei Jahre nach seinem Tod postum geehrt.

## 1999–2000
| Jahr | Preisträger       | für den Roman  | Nominierungen |
| 1999 | Bent Vinn Nielsen | En skidt knægt | Lars Bonnevie für Dommeren Leif Davidsen für Lime’s billede Vibeke Grønfeldt für I dag Christina Hesselholdt für Hovedstolen Anne Marie Løn für Dværgenes dans Klaus Rifbjerg für Billedet        |
| 2000 | Svend Åge Madsen  | Genspejlet     | Jens Christian Grøndahl für Hjertelyd Vibeke Grønfeldt für Det Rigtige Claus Beck-Nielsen für Horne Land Anne Marie Ejrnæs für Theas færd Ida Jessen für Sommertid Astrid Saalbach für Den hun er |

## 2001–2010
| Jahr | Preisträger          | für den Roman                                          | Nominierungen |
| 2001 | Kirsten Thorup       | Bonsai (Bonsai)                                        | Jens-Martin Eriksen für Jonatan Svidts forbrydelse Niels Brunse für I lyset af en kat Pablo Henrik Llambías für A.P.O.L.L.O.N. Karen Fastrup für Brønden Morten Sabroe für Den spanske gæst Grete Roulund für Kvinden fra Sáez                                                    |
| 2002 | Hans Otto Jørgensen  | Helt og Heltinde                                       | Suzanne Brøgger für Linda Evangelista Olsen Ida Jessen für Den der lyver Susanne Staun für Blå Hav Merete Pryds Helle für Solsiden Leif Davidsen für De gode søstre Ib Michael für Kejserens atlas                                                                                |
| 2003 | Vagn Lundbye         | Trefoldighedsbarn                                      | Hanne-Vibeke Holst für Kronprinsessen Jakob Ejersbo für Nordkraft Helle Helle für Forestillingen om et ukompliceret liv med en mand Bettina Heltberg für Deadline Erling Jepsen für Die Kunst im Chor zu weinen (Kunsten at græde i kor) Lars Bonnevie für Kvinden fra Alexandria |
| 2004 | Hanne Marie Svendsen | Die Frau von den Sternensteinen (Unn fra Stjernestene) | Maria Grønlykke für Fisketyven Klaus Rifbjerg für Alea Vita Andersen für Get a Life Grete Roulund für Baga Road Christina Hesselholdt für Du mit du Morten Sabroe für Hoffmanns                                                                                                   |
| 2005 | Christian Jungersen  | Ausnahme (Undtagelsen)                                 | Jens Blendstrup für Gud taler ud Lars Frost für Smukke biler efter krigen Kirsten Hammann für Fra smørhullet Janina Katz für Drengen fra dengang Laila Ingrid Rasmussen für Stjernen                                                                                              |
| 2006 | Morten Ramsland      | Hundsköpfe (Hundehoved)                                | Hanne-Vibeke Holst für Seine Frau (Kongemordet) Claus Beck-Nielsen für Selvmordsaktionen Astrid Saalbach für Fingeren i flammen Inge Eriksen für En kvinde med hat Henning Mortensen für Næb og klør Helle Helle für Rødby–Puttgarden                                             |
| 2007 | Carsten Jensen       | Wir Ertrunkenen (Vi, de druknede)                      | Trisse Gejl für Patriarken Merete Pryds Helle für Oh, Romeo Ida Jessen für Det første jeg tænker på Ib Michael für Blå Bror Knud Romer für Den som blinker er bange for døden Kirsten Thorup für Førkrigstid                                                                      |
| 2008 | Jens Smærup Sørensen | Mærkedage                                              | Kim Blæsbjerg für Rådhusklatreren Christian Dorph und Simon Pasternak für Afgrundens rand Maria Helleberg für Dagmar Marianne Larsen für Den forelskede unge Morten Sabroe für Morten Sabroe                                                                                      |
| 2009 | Sissel-Jo Gazan      | Dinosaurierfedern (Dinosaurens fjer)                   | Helle Helle für Ned til hundene Jens Christian Grøndahl für 4 dage i marts Kirsten Hammann für En dråbe i havet Janina Katz für Længsel på bestilling Kim Leine für Valdemarsdag                                                                                                  |
| 2010 | Jakob Ejersbo        | Liberty (Liberty)                                      | Robert Zola Christensen für Aldrig så jeg så dejligt et bjerg Julia Butschkow für Apropos Opa Svend Åge Madsen für Mange sære ting for Merete Pryds Helle für Hej Menneske Rune T. Kidde für Julius                                                                               |

## 2011–2020
| Jahr | Preisträger            | für den Roman                                 | Nominierungen |
| 2011 | Birgithe Kosović       | Det dobbelte land                             | Katrine Marie Guldager für Ulven Anne Lise Marstrand-Jørgensen für Hildegaard II Olav Hergel für Indvandreren Hans Henrik Møller für Burgundia Jens Blendstrup für Bombaygryde                               |
| 2012 | Erik Valeur            | Das siebte Kind (Det syvende barn)            | Lisbeth Brun für Det du mister Trisse Gejl für Siden blev det for pænt Henrik Andersen für Beskyttelseszonen Jonas T. Bengtsson für Et eventyr Lone Hørslev für Sorg og Camping                              |
| 2013 | Kim Leine              | Ewigkeitsfjord (Profeterne i Evighedsfjorden) | Anne-Catrhine Riebnitzsky für Den stjålne vej Naja Marie Aidt für Sten saks papir Kristian Bang Foss für Der Tod fährt Audi (Døden kører Audi) Stine Pilgaard für Min mor siger Stig Dalager für Det blå lys |
| 2014 | Erling Jepsen          | Den sønderjyske farm                          | Hassan Preisler für Brun mands byrde Kirsten Myers für Sommerbarn Kaspar Colling Nielsen für Den danske borgerkrig 2018-26 Maria Helleberg für Kongens kvinder Josefine Klougart für Om mørke                |
| 2015 | Iben Mondrup           | Godhavn                                       | Peter Høeg für Effekten af Susan Jens Vilstrup für Opland Helle Helle für Hvis det er Henrik Rehr für Gavrilo Princip Peter Asmussen für Og tilsidst går verden under                                        |
| 2016 | Ida Jessen             | En ny tid                                     | Kamilla Hega Holst für På træk Henning Mortensen für Kvinden i korshæren Carsten Jensen für Den første sten Ane Riel für Harpiks Jacob Skyggebjerg für Hvad mener du med vi                                  |
| 2017 | Christina Hesselholdt  | Vivian                                        | Kristina Stoltz für Som om Mich Vraa für Haabet Niels Lyngsø für Himlen under jorden Merete Pryds Helle für Folkets skønhed Kirsten Thorup für Erindring om kærligheden                                      |
| 2018 | Maren Uthaug           | Hvor der er fugle                             | Jonas T. Bengtsson für Sus Agnete Friis für Sommeren med Ellen Svend Åge Madsen für Af den anden verden Jesper Wung-Sung für En anden gren Kamilla Hega Holst für Rud                                        |
| 2019 | Morten Pape            | Guds bedste børn                              | Kim Fupz Aakeson für Bådens navn Helle Helle für de Mathilde Walter Clark für Lone Star Hanne Richardt Beck für For enden af perronen Karen Fastrup für Hungerhjerte                                         |
| 2020 | Carsten Müller Nielsen | De døde fylder dagene med en smag af mønter   | Lotte Kirkeby für De nærmeste Eva Tind für Ophav Kristian Bang Foss für Frank vender hjem (finalist) Dy Plambeck für Til min søster Anna Elisabeth Jessen für Om hundrede år (finalist)                      |

## 2021–2030
| Jahr | Preisträger                   | für den Roman      | Nominierungen |
| 2021 | Anne Lise Marstrand-Jørgensen | Margrete I         | Stine Askov für Katalog over katastrofer Malene Ravn für Hvor lyset er Asta Olivia Nordenhof für Penge på lommen Peder Frederik Jensen für Det Danmark du kender Stine Pilgaard für Meter i sekundet                                               |
| 2022 | Anne-Marie Vedsø Olesen       | Vølvens vej        | Christina Englund für Slugt Charlotte Weitze für Rosarium Thomas Korsgaard für Man skulle nok have været der Josefine Klougart für Alt dette kunne du få Kristian Ditlev Jensen für Bar                                                            |
| 2023 | Keld Conradsen                | Byen og havet      | Dorrit Willumsen für Tjeneren og hans søster Cecilie Lind für Pigedyr Himmelstrup für Pio Keld Conradsen für Byen og havet Lea Marie Løppenthin für Livet går over sine bredder Michael Holbek für Strøm                                           |
| 2024 | Kim Blæsbjerg                 | De bedste familier | Kim Blæsbjerg für De bedste familier Peder Frederik Jensen für Rans vilje Ditte Holm Bro für Hver gang du trækker vejret, indånder du støvet fra vores knogler Theis Ørntoft für Jordisk Malte Tellerup für Mestrene Rasmus Theisen Molbohistorier |